# Tielt (Vlaams-Brabant)
Tielt (ook: Onze-Lieve-Vrouw-Tielt) is een dorp in de Belgische provincie Vlaams-Brabant, en een deelgemeente van de gemeente Tielt-Winge. Het was een zelfstandige gemeente tot ze bij de fusie van 1977 deel ging uitmaken van de nieuwe fusiegemeente Tielt-Winge.
Tielt ligt in het Hageland aan de weg van Meensel-Kiezegem naar Rillaar die de weg van Leuven naar Diest ten zuiden van de dorpskom kruist. In het noorden van de deelgemeente ligt de autosnelweg A2/E314 waarmee Tielt een aansluiting heeft. Het dorp heeft twee parochies: deze toegewijd aan Onze-Lieve-Vrouw vormt de eigenlijke dorpskom terwijl de parochie toegewijd aan Sint-Martinus ten zuiden hiervan, in de plaats Optielt, aan de steenweg ligt. Tielt heeft zich door zijn ligging ontwikkeld van een landbouwdorp tot een landelijk woondorp met nog enige landbouwactiviteit.

## Bezienswaardigheden
- De neogotische Onze-Lieve-Vrouwkerk is een driebeukige kerk en dateert van omstreeks 1850. Het koor is laatgotisch en dateert uit de 16e eeuw. Gedeelten van de muren van het koor stammen uit de 13e eeuw en gedeelten uit de muren van het transept zijn 15e-eeuws. De kerk was in de middeleeuwen een bedevaartsoord waar Onze-Lieve-Vrouw aanbeden werd. De kerk werd in 2003 gerestaureerd.
- De pastorie van de Onze-Lieve-Vrouwkerk werd gebouwd in de tweede helft van de 18e eeuw. Ze heeft een neoclassicistisch poortgebouw en het koetshuis dateert van omstreeks 1800. De pastorie werd in 1975 beschermd als monument.
- De Sint-Martinuskerk in het nabijgelegen Optielt is een eenbeukige kerk en werd in verschillende perioden gebouwd. Het transept is uit de 16e eeuw; het koor is van omstreeks 1600. De toren uit ijzerzandsteen en het schip die op een 15e-eeuwse fundering uit ijzerzandsteen staat, dateren van de 18e eeuw. In de kerk staan vele laatgotische beelden uit de 16e eeuw en er staat een orgel van omstreeks 1850. De kerk werd samen met het orgel in 1982 beschermd als monument terwijl de omgeving ervan als dorpsgezicht beschermd werd. De kerk werd omstreeks 2000 gerestaureerd.
- De pastorie van de Sint-Martinuskerk dateert van de 17e eeuw en werd in 1741 verbouwd. Ze werd in 1975 beschermd als monument.
- Langs de steenweg ligt een voormalige herberg uit 1781 die in 2001 samen met de omgeving ervan werd beschermd als monument en als dorpsgezicht.
- Het Stenen Huis is eveneens een voormalige herberg en dateert van voor 1600, het werd versteend in 1648. Het was het eerste stenen huis in Tielt. Het huis werd in 2002 samen met haar omgeving beschermd als monument en als dorpsgezicht.

## Natuur en landschap
Tielt ligt in het Hageland en de hoogte varieert tussen 25 en 83 meter. Het westen van de deelgemeente wordt ingenomen door het Walenbos waarvan een groot deel natuurreservaat is en in 1981 beschermd werd als landschap.

## Demografische ontwikkeling
- Bronnen:NIS, Opm:1831 tot en met 1970=volkstellingen; 1976 = inwoneraantal op 31 december

## Bekende inwoners
Geboren of woonachtig:
- Urbain Jamar, politicus
- Nico Sijmens, professioneel wielrenner

## Galerij

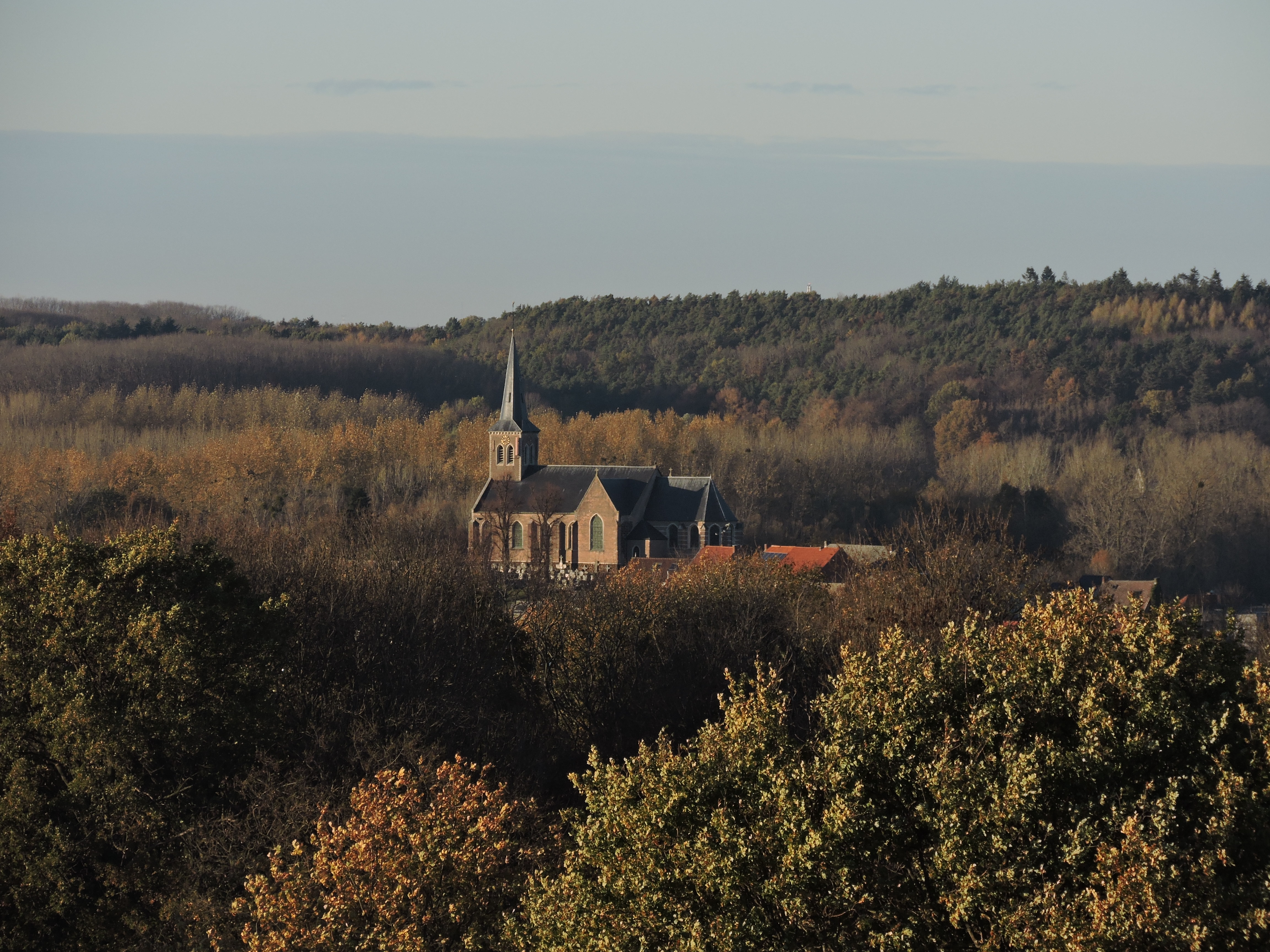
Onze-Lieve-Vrouwkerk
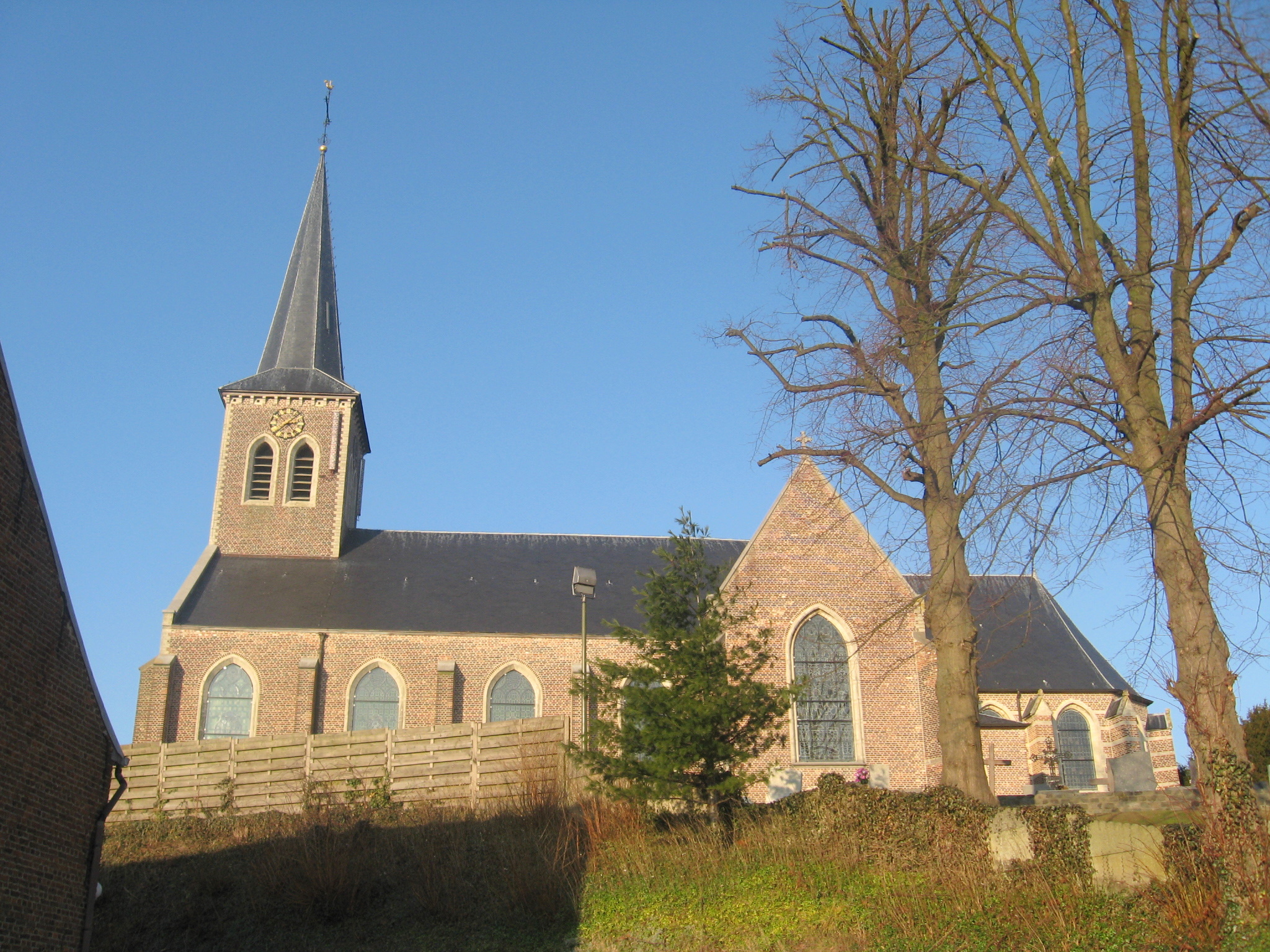
Onze-Lieve-Vrouwkerk
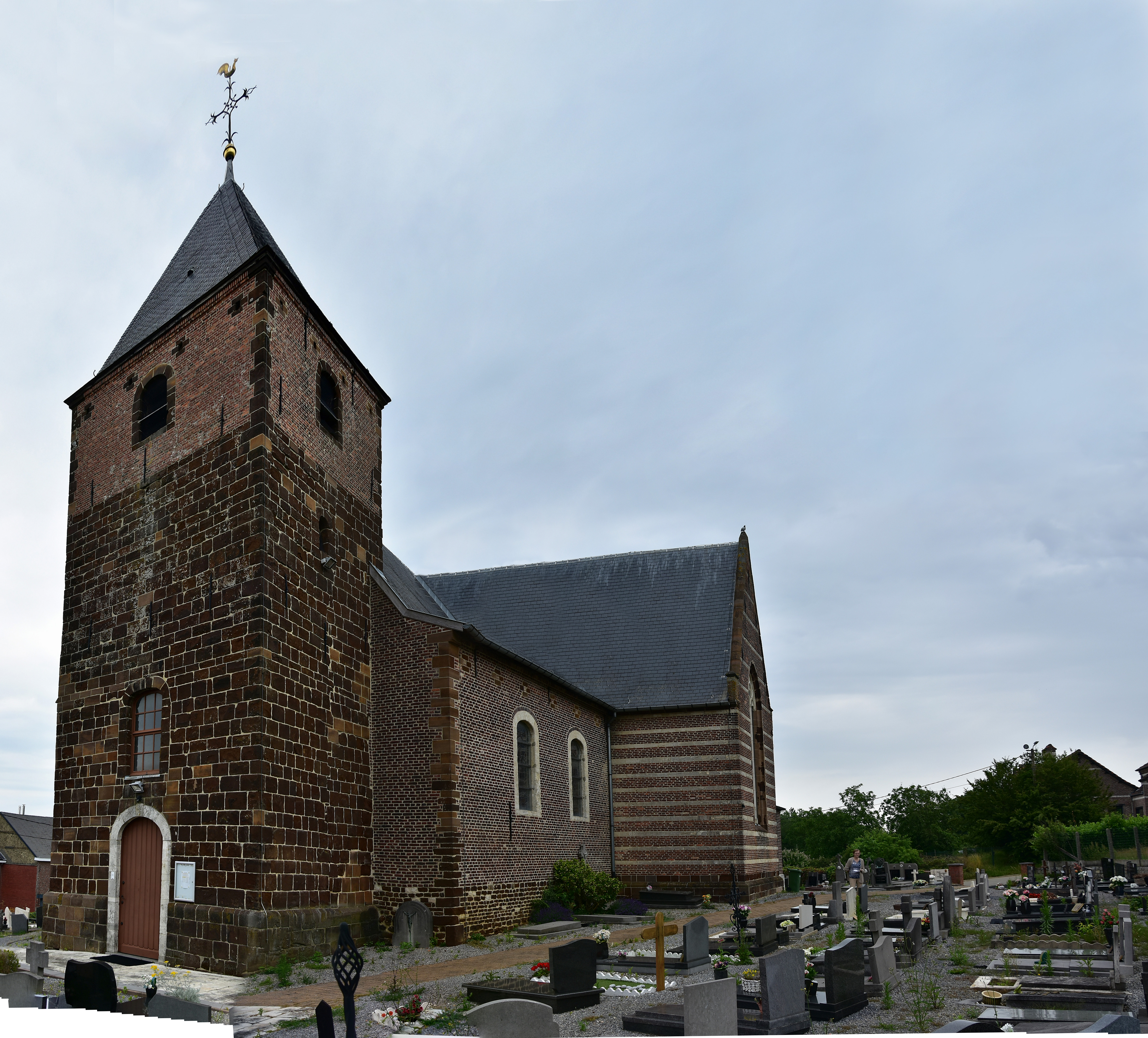
Sint-Martinuskerk
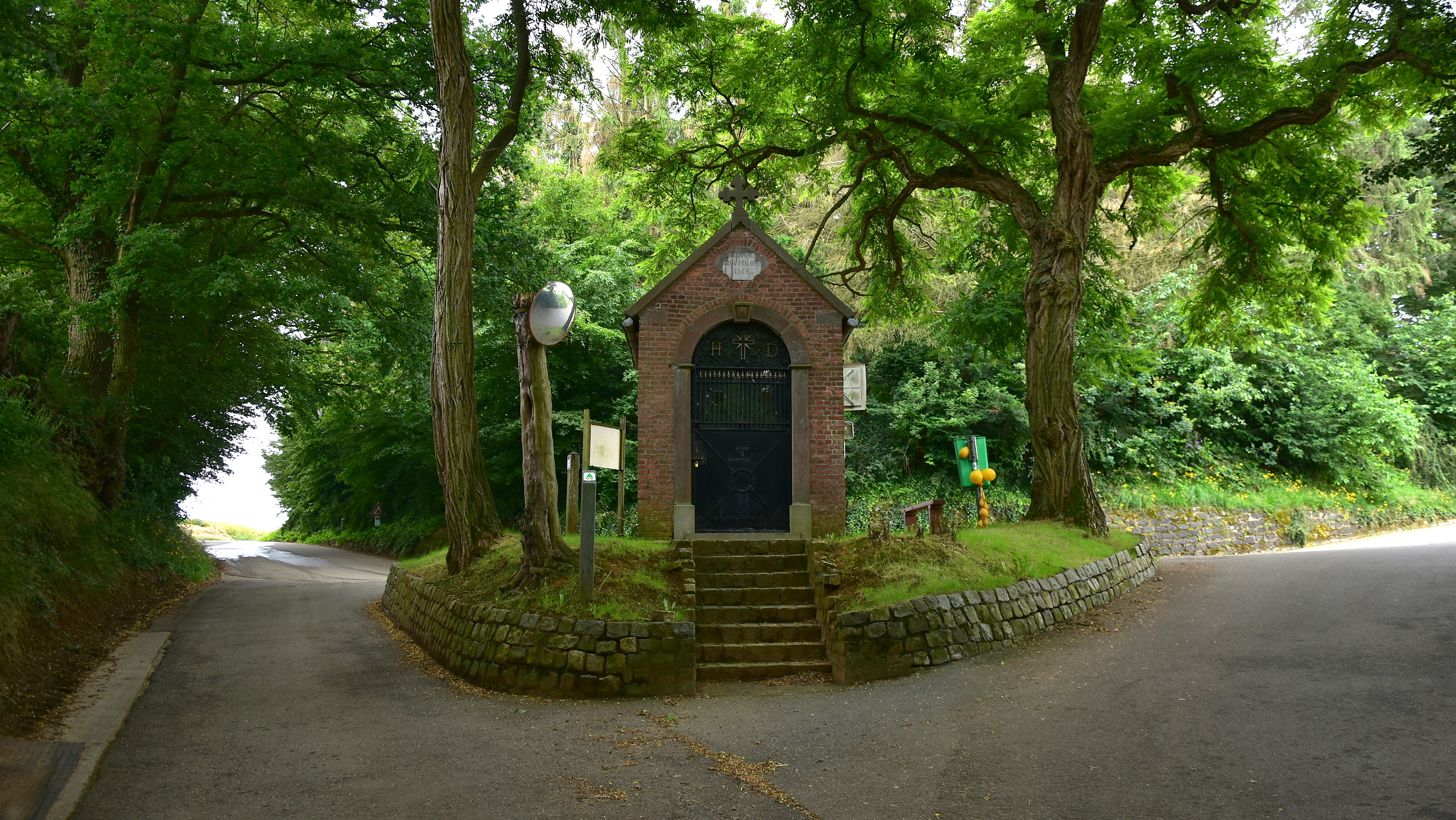
Sint-Donatuskapel

## Nabijgelegen kernen
Optielt, Houwaart, Rillaar, Schoonderbuken, Bekkevoort